# Giovanni Boccaccio
Giovanni Boccaccio, italijanski renesančni pisatelj in pesnik, * 16. junij 1313, Firence ali Certaldo, Italija, † 21. december 1375, Certaldo.

## Življenje
Kraj rojstva in imena staršev niso povsem jasna. Nekateri zgodovinarji trdijo, da je bil Giovanni sin florentinskega trgovca, njegova mati pa naj bi bila Parižanka, kjer naj bi se Boccaccio tudi rodil. Po drugih virih naj bi se rodil v Firencah in tudi odraščal v Toskani. V Neaplju je študiral pravo, kjer se je zaljubil v nezakonsko hčer neapeljskega kralja Marijo d'Aquino. Tudi njemu ljubezen ni bila usojena. Bil je prijatelj italijanskega pesnika in humanista Petrarke.

### Zgodnje življenje
Boccaccio je odraščal v Firencah. Njegov oče je delal za Compagnia dei Bardi in se v 20. letih 14. stoletja poročil z Margherito del Mardoli. Osnovno izobrazbo si je pridobil pri Giovanniju Mazzuoliju, ki mu je predstavil tudi dela Danteja Alighierija. Leta 1326 se je skupaj z družino preselil v Neapelj. Oče, ki je upal, da se bo Giovanni učil trgovstva, mu je kasneje dovolil da je šel študirat pravo. Leta 1338 se je Giovanni zaljubil v Mario d'Aquino, domnevno nezakonsko (poročeno) hčer neapeljskega kralja Roberta. Njo je kasneje uporabil kot svojo muzo in jo je v svojih delih poimenoval »Fiammetto«. Prva takih pesnitev je Il Filostrato, sledila ji je Teseida itd. Ljubezensko razmereje s Fiammentto se je leta 1339 skrhalo, ker se je moral Boccaccio vrniti k očetu v Firence. Tu se je ustalil in potoval je le še priložnostno.

### Kasnejše življenje
Leta 1348 mu je umrl oče in mu v skrb prepustil mlajšega brata Jacopa. V Firencah je razsajala kuga, Boccaccio je začel pisati svoje najbolj znano delo Dekameron. V letu 1350 se je v Firencah prvič srečal s Petrarco, s katerim se kasneje spoprijateljita. Giovanni je bil oče treh nezakonskih otrok: Mria, Giulia in Violante (o njih ni podatkov). Po obisku kartuzijana G. Cianija se je obrnil od posvetnega življenja k veri. Kasneje je začel v cerkvi San Stefano razlagati Dantejevo Božansko komedijo. Umrl je po bolezni, v Certaldu, kamor se je v zadnjih letih življenja preselil. Tam je tudi pokopan.

## Dela
Njegovo najbolj znano delo je zbirka 100 novel - Dekameron (teh 100 novel povezuje okvirna pripoved desetih mladih ljudi).

## Zasluge v književnosti
Boccaccio je utemeljitelj novele. Čeprav so zbirke novel obstajale že pred njim, je prav on utrdil njihov smisel in pomen. Novela je šele v renesansi postala oznaka za književno zvrst, prepoznavna po krajših in srednje dolgih zgodbah, ki vsebujejo en sam dogodek s kratkim zapletom in nepričakovanim razpletom oz. koncem. Po navadi je v njej en glavni junak ali pa je zgodba zgrajena okoli nekega predmeta. Med bolje poznanimi je njegova Novela o Sokolu, ki velja za prepoznavno Boccaccijevo novelo.